# Maria Carlota Bruno

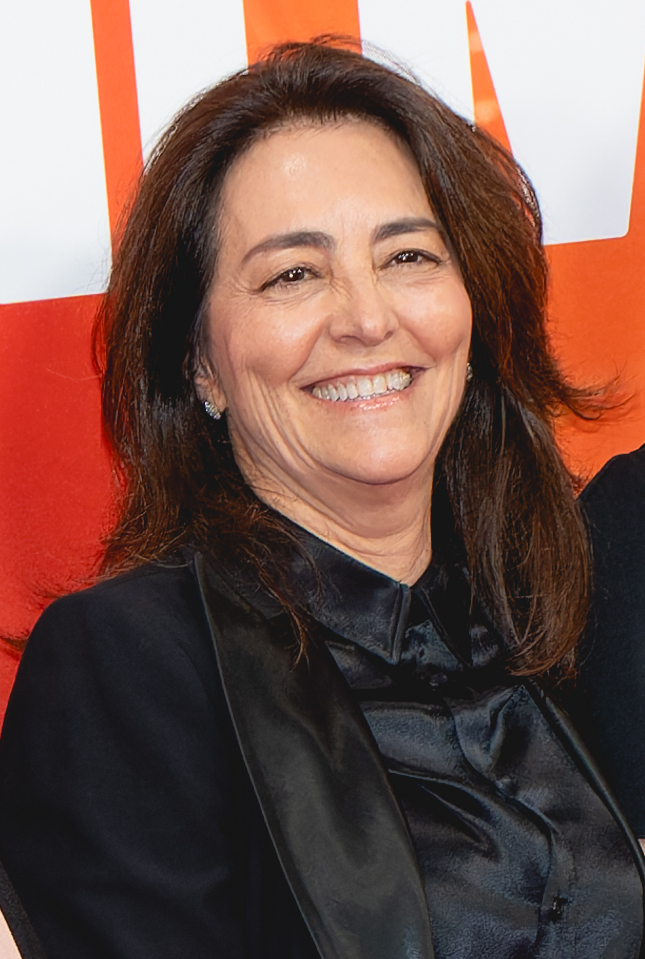
Maria Carlota Bruno, 2024

Maria Carlota Fernandes Bruno (anhörenⓘ) ist eine brasilianische Filmproduzentin.

## Karriere

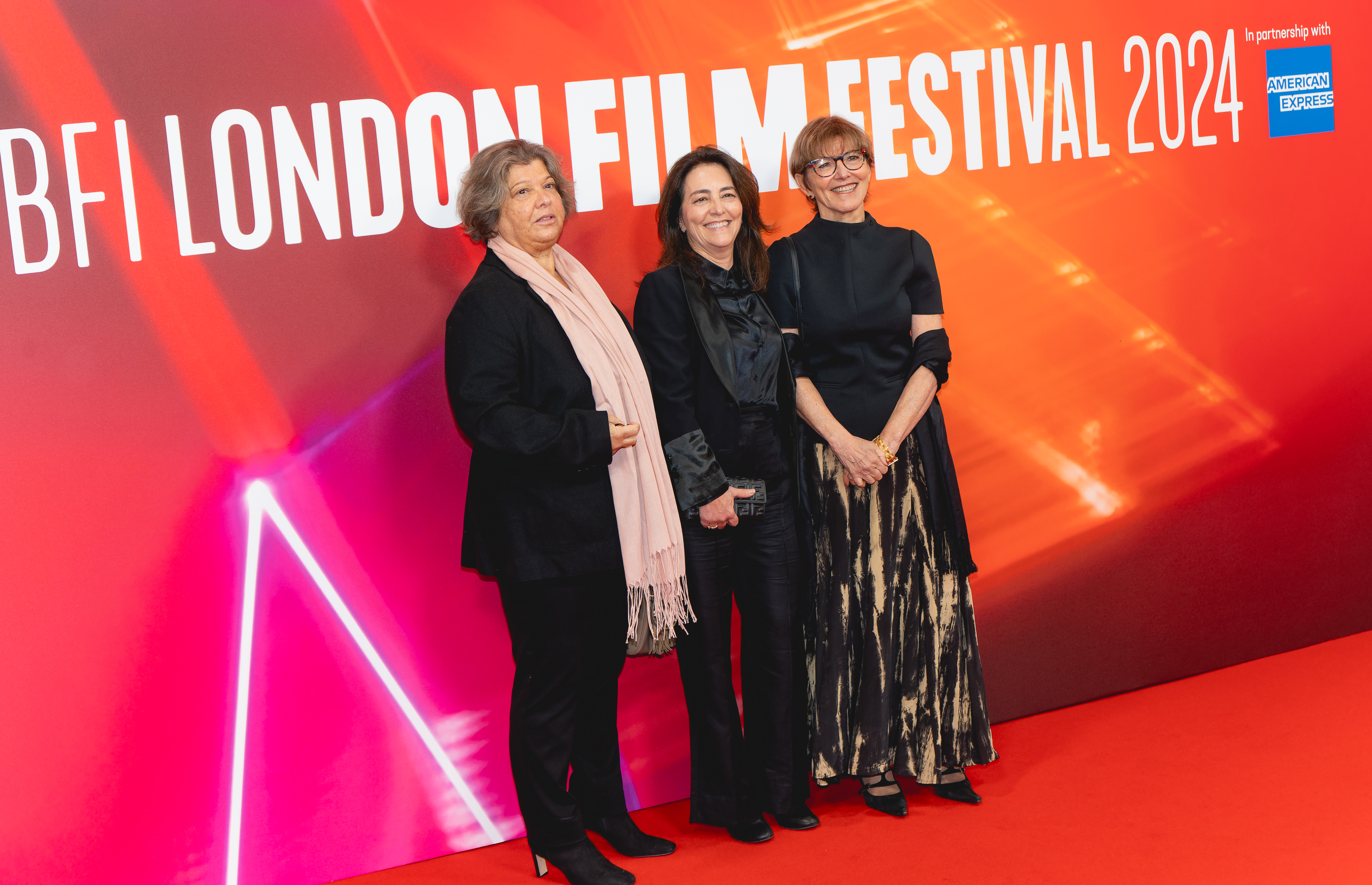
Maria Carlota Bruno (Mitte) beim London Film Festival 2024

Bruno arbeitet seit 1989 in verschiedenen Funktionen beim Produktionsunternehmen „VideoFilmes“. Ihren ersten Credit erhielt sie 2000 mit dem brasilianischen Film Villa-Lobos: Uma Vida de Paixão. Danach arbeitete sie an einigen brasilianischen Produktionen, zuletzt an der Literaturverfilmung Für immer hier von Regisseur Walter Salles. Hierfür erhielt sie zusammen mit Rodrigo Teixeira zwei Gold Derby Awards und wurde bei der Oscarverleihung 2025 in der Kategorie Bester Film nominiert. Der Film konnte schließlich in der Kategorie Bester internationaler Film gewinnen.
Eine besondere Herausforderung bei Für immer hier war das Fehlen von Fotomaterial über die Familie Paiva. Außerdem habe sich Rio de Janeiro stark verändert, was die Auswahl von Drehorten erschwert habe. So mussten einige Szenen des Familienhauses am Strand durch Spezialeffekte ergänzt werden.
Sie war bereits Jurymitglied beim Santa Maria da Feira Festival in Portugal, beim Santiago International Film Festival in Chile und dem Lima International Film Festival.

## Filmografie (Auswahl)
- 2000: Villa-Lobos: Uma Vida de Paixão
- 2002: Castanha e Caju Contra o Encouraçado Titanic (Kurzfilm)
- 2013: Habi, la extranjera
- 2014: Jia Zhang-ke, um Homem de Fenyang
- 2017: No Intenso Agora
- 2018: Deslembro
- 2021: Der Seefahrer aus dem Gebirge
- 2024: Für immer hier (Ainda estou aqui)

## Auszeichnungen
- 2025: Gold Derby Award in den Kategorien Bester Film und Bester internationaler Film für Für immer hier
- 2025: Oscar-Nominierung in der Kategorie Bester Film für Für immer hier